# Saint Jérôme (Botticelli)
Pour les articles homonymes, voir Saint-Jérôme (homonymie).
Saint Jérôme est une œuvre réalisée par Sandro Botticelli à une date incertaine, probablement entre 1498 et 1505. Cette tempera sur toile, transférée depuis un panneau de bois (44,5 × 26 cm), représente Jérôme de Stridon retiré au désert pour traduire la Bible. Le tableau est conservé au musée de l'Ermitage, à Saint-Pétersbourg.

## Histoire
Ce Saint Jérôme a fait partie de l'ancienne collection Stroganoff. Il a quitté le palais Stroganoff en 1922.